# Hemelgewelf

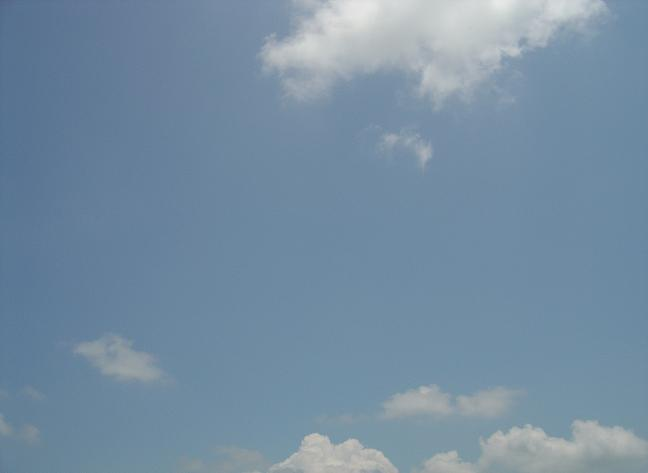
Overdag

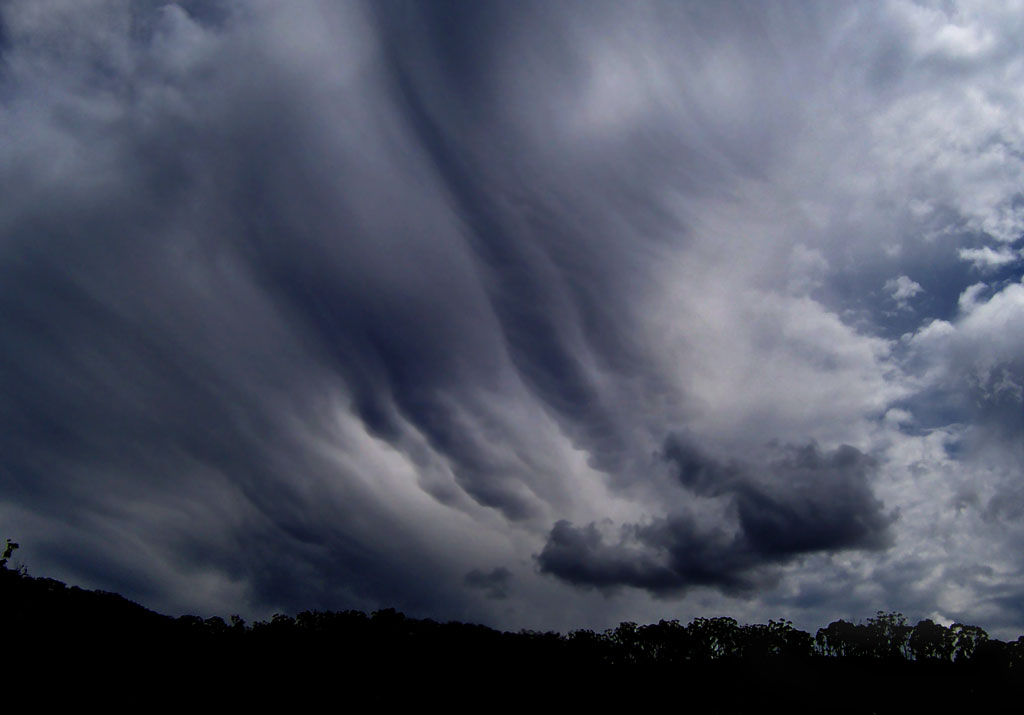
Turbulentie

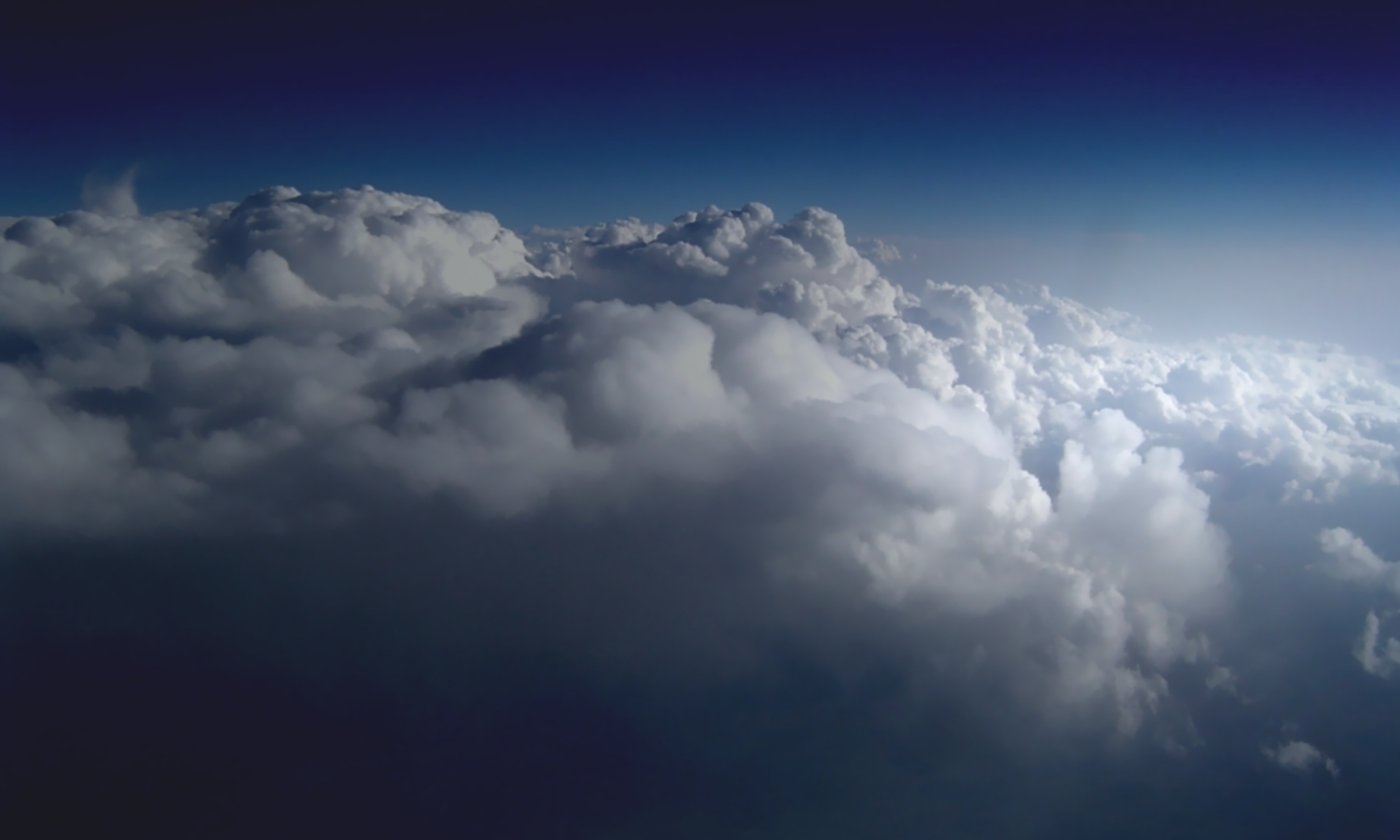
Gezien uit een vliegtuig

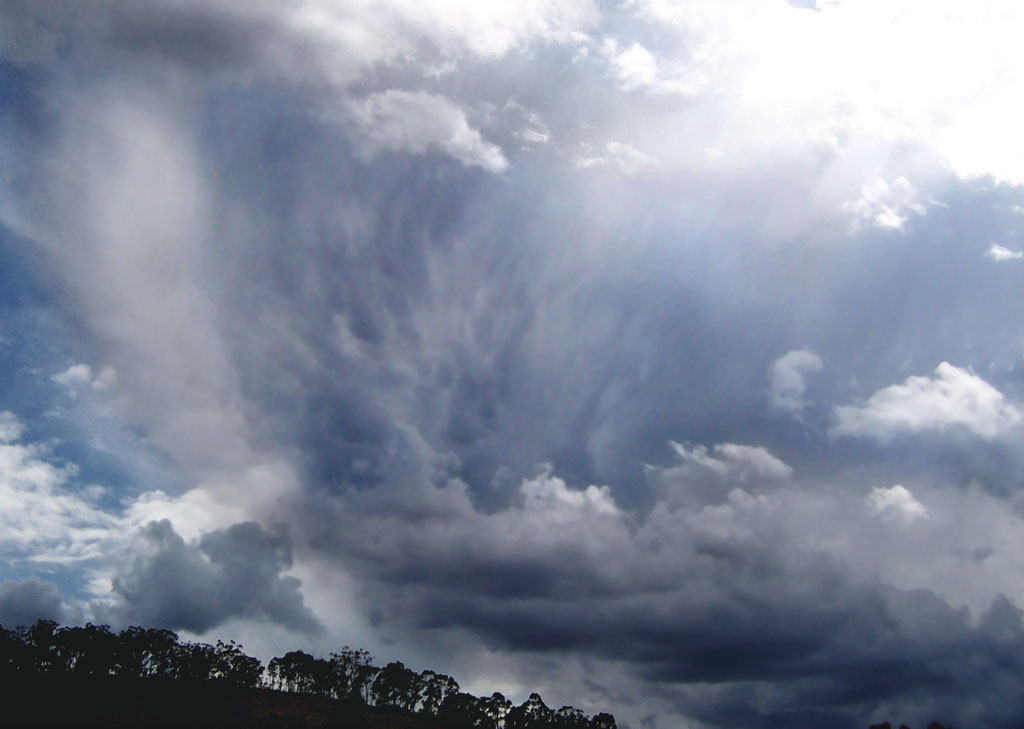
Storm

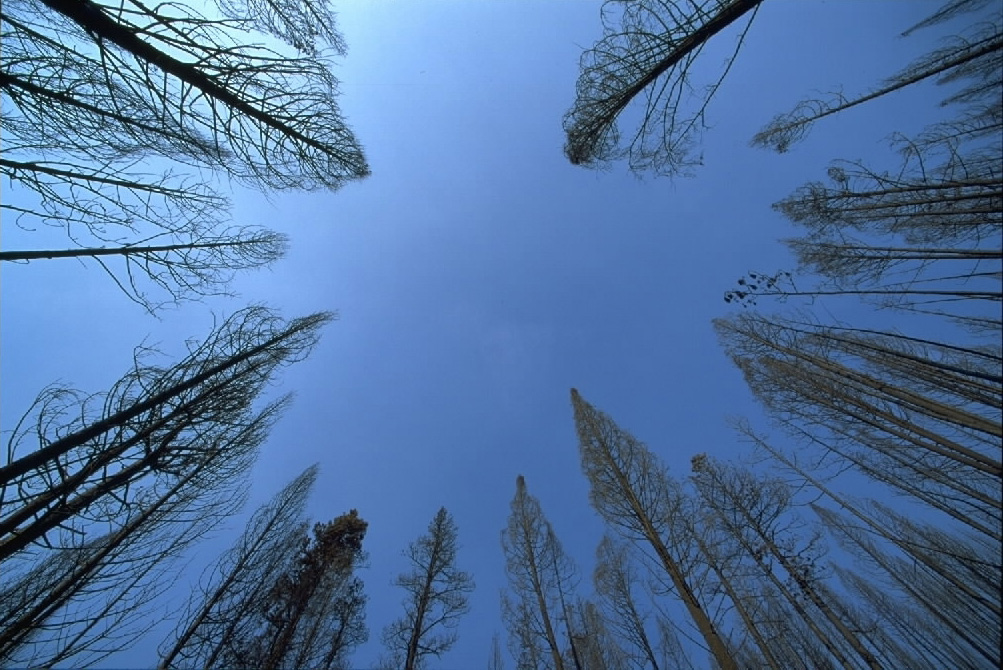
Overdag met bomen

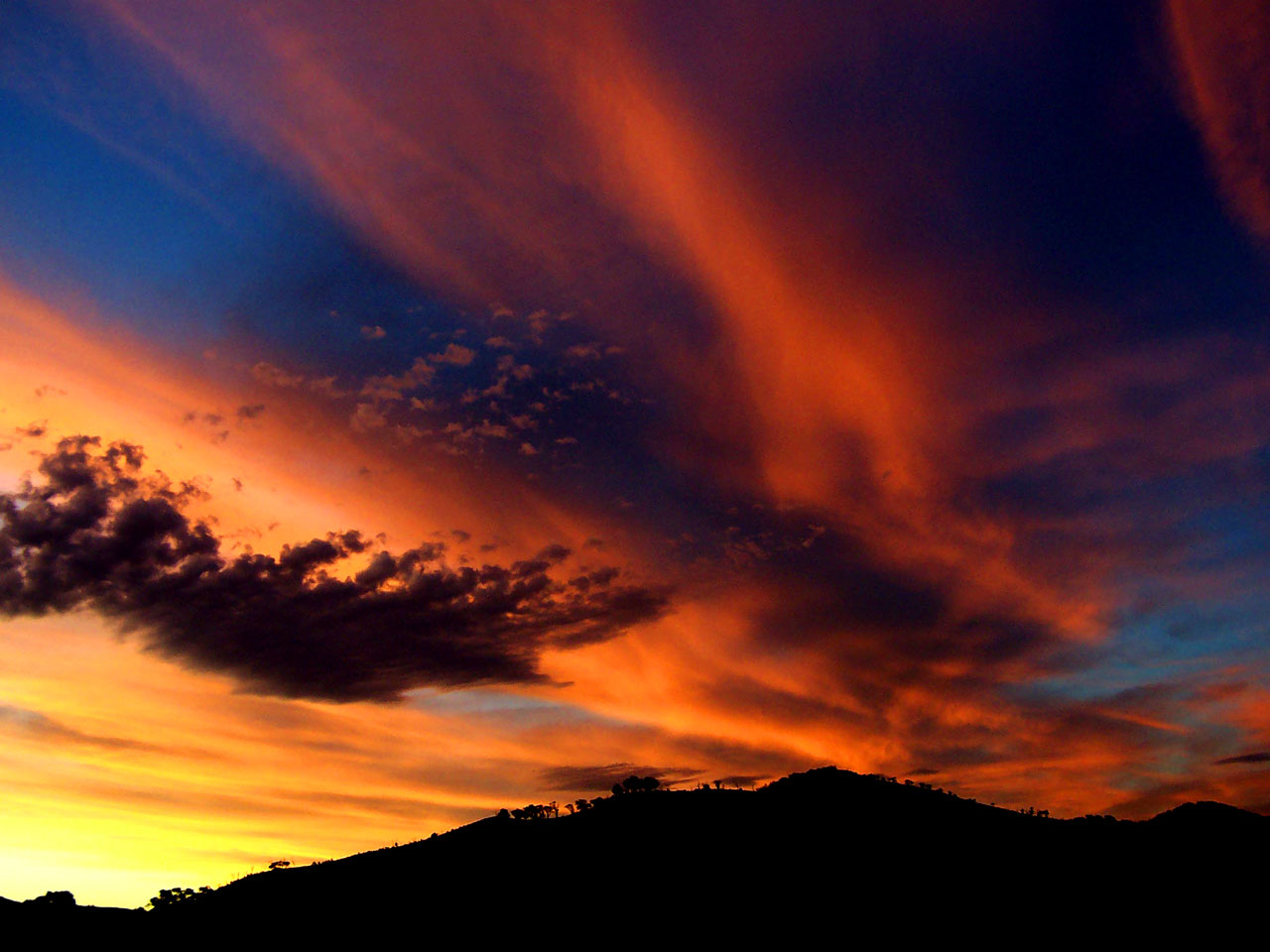
Oranje wolken bij zonsondergang

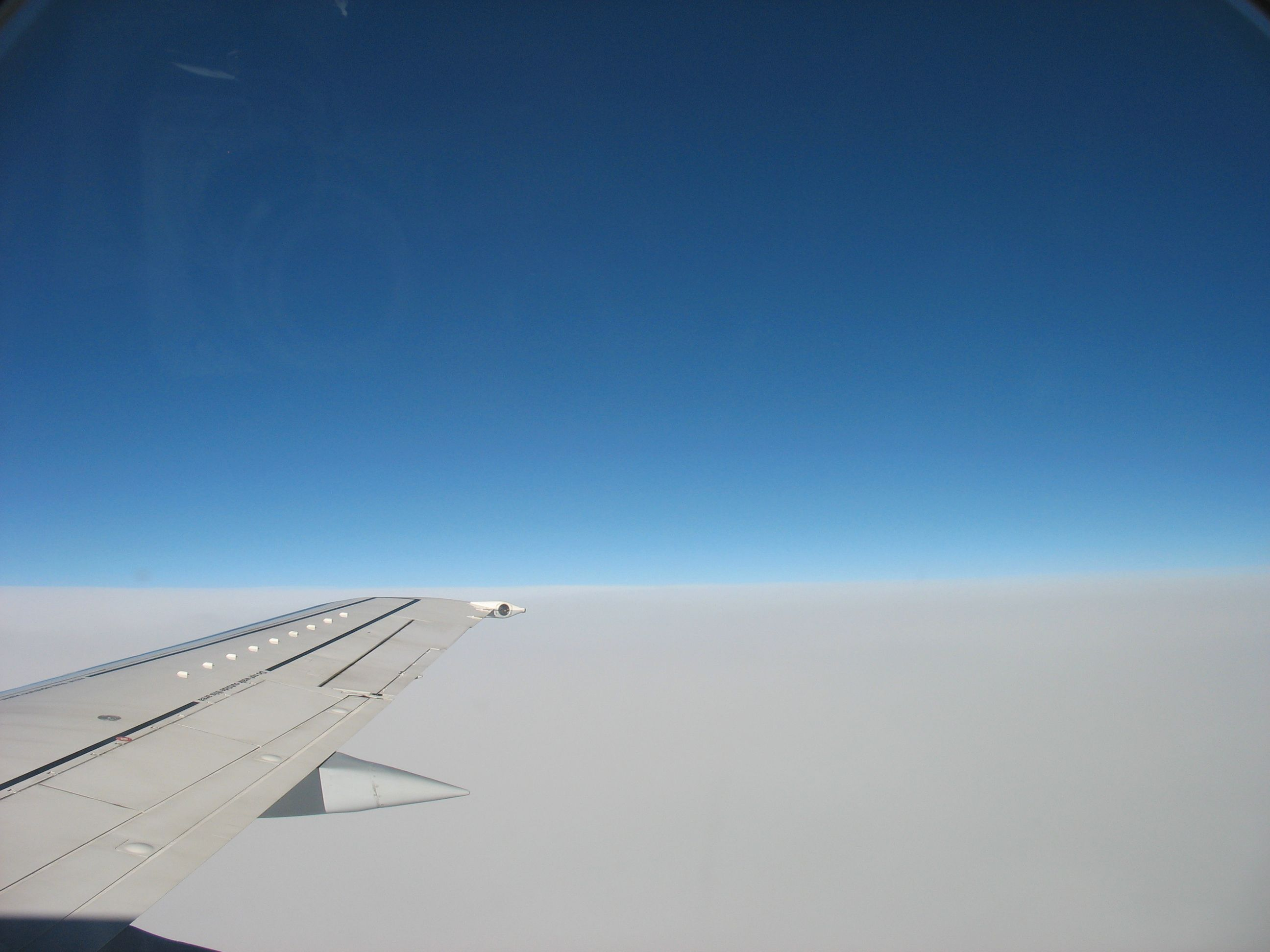
Op 9 km (30.000 voet) hoogte

Het hemelgewelf is het deel van de atmosfeer of van de ruimte dat zichtbaar is vanaf het aardoppervlak.

## Menselijke waarneming
De hemel wordt overdag ervaren als een gewelf, een afgeplatte koepel; het einde ervan lijkt bij de horizon namelijk veel verder verwijderd dan in het zenith, het hoogste punt. De verklaringen hiervoor zijn van psychologische aard.
De hemel ziet er overdag (licht)blauw uit. Dat komt doordat het zonlicht in de luchtlagen van de atmosfeer verstrooid wordt. 's Nachts zijn ook de zwakke schijnsels waar te nemen. Het meest uitgesproken is verstrooid maanlicht, maar er wordt door chemische reacties en door kosmische straling in de bovenste lagen van de atmosfeer ook een zeer zwak schijnsel geproduceerd, dat 's nachts zichtbaar wordt en het waarnemen met aardse telescopen bemoeilijkt.

## Hemellichamen
Overdag kan de zon in de hemel gezien worden, tenzij het bewolkt is. 's Nachts (en tot op bepaalde hoogte ook overdag) zijn de maan, satellieten, de planeten, een gedeelte van de sterren en nevels en gaswolken zichtbaar, afhankelijk van de tijd en op welk halfrond de waarnemer zich bevindt. Alle met het blote oog zichtbare sterren bevinden zich in de Melkweg. De verder verwijderde sterren in de Melkweg produceren voor het menselijk oog een schijnsel, dat als een onregelmatige band schuin over de hemel loopt.
Enkele van de natuurlijke verschijnselen in de hemel zijn wolken, regenbogen en Poollichten. Als gevolg van menselijke activiteiten kunnen overdag smog en vliegtuigstrepen en 's nachts lichtschijnsels gezien worden boven grote steden of luchthavens.
In de astronomie wordt de zichtbare hemel ook wel hemelkoepel genoemd, de gehele hemel inclusief het deel onder de horizon heet hemelbol. Dit is een denkbeeldige bol waarop alle objecten in de ruimte liggen. De hemelbol is verdeeld in 88 regionen die we sterrenbeelden noemen. Twaalf daarvan vormen samen de dierenriem. In de nachtelijke hemel is duidelijk te zien dat alle hemellichamen en sterrenbeelden om de poolster heen draaien. Dit komt doordat de poolster in het verlengde van de aardas ligt.

## Blauwe lucht
Het licht in de hemel is het resultaat van diffuse straling die door het menselijk oog als een lichtblauwe kleur waargenomen wordt. Op een zonnige dag ziet de hemel er gewoonlijk als een blauwe gradiënt uit: donker bij de zenith en licht nabij de horizon. De blauwe lucht die wij zien is een gevolg van de rayleighverstrooiing. Er kunnen verschillende kleuren ontstaan, zoals paars, vooral rond zonsopgang en zonsondergang, en zwart in de nacht. 
Verstrooiingseffecten polariseren ook voor een deel het licht in de hemel. Het licht vanuit een rechte hoek ten opzichte van het zonlicht is het meest gepolariseerd.

## Firmament
In de Kosmologie van de Bijbel is het gewelf de structuur boven de Hemel, bestaande uit een vaste Koepel. God schiep het gewelf om de wateren te scheiden. Water boven het gewelf en water onder het gewelf. Aan het gewelf, ook wel Firmament genoemd, zijn de sterren bevestigd en waarachter wind, regen en sneeuw gelegen waren.